# داء الفطار البرعمي
داء الفطار البرعمي أو  أمراض يسببها فطر البلاستومايسيس Blastomycosis. مرض فطري ينتج عن استنشاق الفطور البرعمية، إذا شملت الإصابة الرئتين فقط فإنه يسمى داء الفطار الرئوي. تظهر أعراض الفطار البرعمي عند نصف المصابين بالمرض فقط. تشمل هذه الأعراض الحمى والسعال والتعرق الليلي وآلام العضلات وفقدان الوزن وآلام الصدر والتعب والوهن العام. تظهر هذه الأعراض عادةً بين ثلاثة أسابيع وثلاثة أشهر بعد استنشاق الفطور، أما عند الأشخاص الذين يعانون من ضعف المناعة، يمكن أن ينتشر المرض إلى أجهزة مختلفة في الجسم بما في ذلك الجلد والعظام.
توجد الفطور البرعمية في التراب، وتحلل المواد العضوية مثل الخشب والأوراق. لا يوجد لقاح يقي من الإصابة بالفطار البرعمي، ولكن يمكن الوقاية من هذا المرض عن طريق تجنب استنشاق الفطور من التربة. يستخدم الإيتراكونازول لعلاج الحالات الخفيفة والمعتدلة والأمفوتيريسين لعلاج الحالات الشديدة، وفي كلتا الحالتين تستمر مدة العلاج بين 6-12 شهرًا. يموت 4-6% من المصابين بالفطار البرعمي، وإذا كان الجهاز العصبي مصابًا ترتفع نسبة الوفيات لأكثر من 18%، أما عند مرضى الإيدز والأشخاص الذين يتناولون الأدوية المثبطة للمناعة فترتفع نسبة الوفيات إلى 25 – 40%.
داء الفطار البرعمي مستوطن في شرق الولايات المتحدة، وخاصة في وديان أوهايو ونهر المسيسيبي والبحيرات العظمى ونهر سانت لورانس، وهو مستوطن في بعض أجزاء كندا أيضًا مثل كيبيك وأونتاريو ومانيتوبا، ففي هذه المناطق تُسجل 1-2 حالة لكل 100 ألف نسمة في السنة. وصف توماس كاسبر غيلكريست داء الفطار البرعمي لأول مرة في عام 1894.

## العلامات والأعراض
تعتمد شدة الأعراض على الحالة المناعية للشخص. يعاني أقل من 50% من المصابين من إصابة دماغية، ويمكن أن ينتشر المرض عند مرضى نقص المناعة خارج الرئتين إلى أعضاء أخرى مثل الجلد والعظام.
يمكن أن يتظاهر داء الفطار البرعمي بإحدى الطرق التالية:
- أعراض تشبه الإنفلونزا مثل حمى وقشعريرة وألم مفصلي وألم عضلي وصداع وسعال غير منتج للقشع، وتتلاشى هذه الأعراض خلال أيام.
- أعراض شديدة تشبه ذات الرئة الجرثومية مع حمى شديدة وقشعريرة وسعال منتج وألم في الصدر.
- أعراض مزمنة تحاكي السل أو سرطان الرئة، مع حمى منخفضة وسعال منتج وتعرق ليلي وفقدان وزن.
- أعراض سريعة التطور وشديدة تشبه القصور التنفسي مع حمى وزلة تنفسية ونقص أكسجة.

تكون الآفات الجلدية عادة غير عرضية، ويمكن أن تسبب الإصابة العظمية آلامًا في العظام والمفاصل، وقد تكون إصابة البروستات غير عرضية أو قد تسبب اضطرابات عند التبول، وتسبب إصابة الحنجرة بحة صوتية.
تصيب الفطور الجهاز العصبي عند 40% من الأشخاص الذين يعانون من نقص المناعة، وتتظاهر هذه الإصابة على شكل خراج دماغي أو خراج فوق الجافية أو التهاب السحايا.

## التشخيص
يمكن تأكيد إصابة الحالات المشبوهة عن طريق تحرِّي وجود الفطور في البلغم أو الأنسجة، وقد نضطر أحيانًا إلى أخذ خزعة من الأنسجة الجلدية أو الأعضاء الأخرى من أجل تشخيص الحالات غير الرئوية من المرض. يبدو أن اختبار مستضدات الفطور في البول حساس للغاية في التوجه نحو التشخيص لكن اكتشاف الفطور بشكل مباشر لا يزال هو الطريقة الرئيسة لتأكيد التشخيص. لا يعتمد كثيرًا على طريقة زرع الدم والبلغم للكشف عن الفطور لأن ذلك قد يؤدي لتأخير العلاج إلى عدة أسابيع.

## المراجع

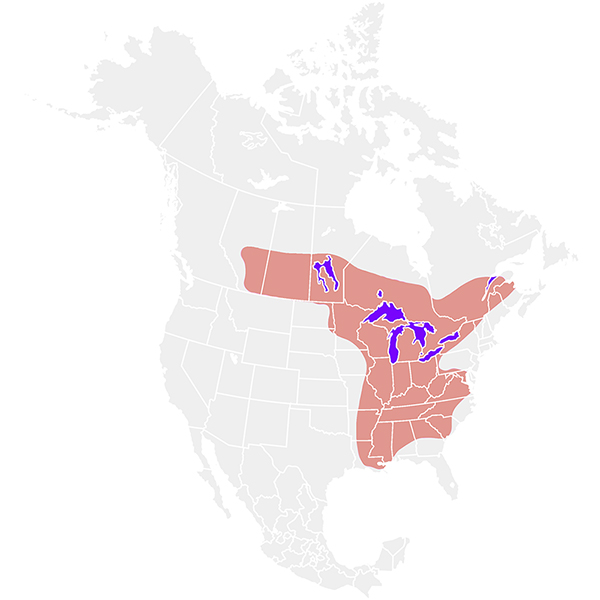
خريطة انتشار المرض